# Edhemia
Edhemia es un género de foraminífero bentónico de la subfamilia Falsoguttulininae, de la familia Polymorphinidae, de la superfamilia Polymorphinoidea, del suborden Lagenina y del orden Lagenida. Su especie-tipo es Edhemia edhemi. Su rango cronoestratigráfico abarca el Cenomaniense inferior (Cretácico superior).

## Discusión
Clasificaciones previas incluían Edhemia en la superfamilia Nodosarioidea.

## Clasificación
Edhemia incluye a las siguientes especies:
- Edhemia agdabanica†
- Edhemia edhemi†